# شركة غير ربحية
الشركة غير الربحية (بالإنجليزية: Nonprofit corporation)‏، هي أي كيان قانوني تأسس وفقًا لقوانين سلطته القانونية لأغراض لا تتعلق بتحقيق ربح لأصحابها أو المساهمين فيها. وتعتمد إمكانية الاعتراف الرسمي بها والضرائب المفروضة عليها، والتعامل معها بطرق مختلفة، على قوانين السلطة القانونية المعنية.

## الشركات غير الربحية ذات المنفعة العامة
الشركة غير الربحية ذات المنفعة العامة، هي نوع من الشركات غير الربحية التي تمنحها حكومة الولاية، وتُنظم في المقام الأول أو حصريًا لأغراض اجتماعية أو تعليمية أو ترفيهية أو خيرية من قبل المواطنين الذين يشتركون في نفس الهدف. تعد الشركات الغير ربحية ذات الفائدة العامة متميزة في القانون عن الشركات غير الربحية ذات المنفعة المتبادلة في أنها تُنظم من أجل المنفعة العامة، بدلاً من مصلحة أعضائها. كما أنها متميزة في القانون عن الشركات الدينية.

## شركة دينية
الشركة الدينية هي شركة غير ربحية نظمت لتعزيز الأغراض الدينية .
غالبًا ما يجري التعرف على هذه الأنواع من الشركات وفقًا للقانون على مستوى فرعي، على سبيل المثال عن طريق حكومة ولاية أو مقاطعة. الوكالة الحكومية المسؤولة عن تنظيم مثل هذه الشركات عادةً هي الحارس الرسمي للسجلات، مثل وزير الخارجية. تُشكل الشركات الدينية مثل سائر الشركات غير الربحية من خلال تقديم مواد تأسيس (articles of incorporation) للدولة. يجب أن تحتوي مواد تأسيس الشركات الدينية على اللغة القياسية المعفاة من الضرائب التي يتطلبها مكتب الإيرادات الفيدرالي (IRS).
تخضع الشركات الدينية لمتطلبات تقديم الإقرار والتقارير الأقل صرامة على الصعيدين الولائي والفيدرالي مقارنة بالعديد من المنظمات الغير ربحية المعفاة من الضرائب، مثل الشركات غير الربحية ذات المنفعة المتبادلة أو الشركات غير الربحية ذات المنفعة العامة. ويعتمد الأمر على الولاية التي تتواجد فيها، حيث قد يكونون معفيين أيضًا من بعض الفحوص أو التنظيمات التي تسري على الجماعات الغير دينية التي تقوم بتقديم نفس الخدمات.

### الشركة الوحيدة
يُسمح للشركات الدينية بتعيين شخص للعمل بصفته الشركة الوحيدة.

## الشركات غير الربحية ذات المنفعة المتبادلة
الشركة غير الربحية ذات المنفعة المتبادلة (MBNC) أو الشركة العضوية، في الولايات المتحدة، هي نوع من الشركاتغير الربحية التي تمنحها حكومة الولاية لخدمة أعضائها بطرق أخرى غير الحصول على الأرباح وتوزيعها عليهم. وبالتالي، فإنها لا تستطيع الحصول على وضعية الغير ربحية 501(c)(3) من مكتب الإيرادات الفيدرالي (IRS) كمنظمة خيرية.
شركة المنفعة المتبادلة يمكن أن تكون غير ربحية أو لا تهدف إلى الربح، ولكن يتعين عليها مع ذلك دفع معدلات الضرائب الشركية العادية. ستقوم شركة المنفعة المتبادلة بدفع نفس الضرائب التي تدفعها شركة عادية تهدف للربح، بمعدلات ضريبة الشركات C. يجب على شركات المنفعة المتبادلة تقديم الإقرارات الضريبية ودفع ضريبة الدخل لأنها لم تشكّل لغرض يمكن لأي شخص في العالم الاستفادة منه. تتشكل شركات المنفعة المتبادلة لأغراض غير ربحية مثل إدارة جمعية الشقق، أو منطقة تجارية في وسط المدينة، أو جمعية أصحاب المنازل.
تعاونية المرافق، أحد الأمثلة على الشركات غير الربحية ذات المنفعة المتبادلة (MBNC).

## أنظر أيضا
- المجتمع المدني

## روابط خارجية
- منظمة غير ربحية في كاليفورنيا، لا توجد شركات ستوكمان